# Makce
Makce es un pueblo ubicado en el municipio de Veliko Gradište, en el distrito de Braničevo, Serbia.

## Superficie
Posee una superficie de 19,36 kilómetros cuadrados.

## Demografía
Hasta 2011 la población era de 820 habitantes, con una densidad de población de 42,37 habitantes por kilómetro cuadrado.